# Bodo Gorgass
Bodo Gorgass (tyska: Bodo Gorgaß), född 19 juni 1909 i Leipzig, död 10 oktober 1993 i Bielefeld, var en tysk läkare och Sanitätsobersturmführer i SA. Inom ramen för Tredje rikets så kallade eutanasiprogram Aktion T4 var han en av de ansvariga läkarna vid eutanasianstalten (NS-Tötungsanstalt) i Hadamar.
År 1947 dömdes Gorgass av Landgericht Frankfurt am Main till döden. Dödsstraffet avskaffades dock 1949 och straffet omvandlades senare till femton års fängelse. Gorgass släpptes 1958.